# Claire Pelletier
Pour les articles homonymes, voir Pelletier.
 (juillet 2024).
 (juillet 2024).
Claire Pelletier, née en 1959, est une chanteuse québécoise. Elle est surtout connue pour ses chansons et sa musique d'inspiration médiévale, bretonne et française.

## Biographie
Claire Pelletier vit son enfance dans la petite ville de Saint-Pascal au Bas-Saint-Laurent. Elle est d'abord membre du groupe folklorique Tracadièche avec Raymond Allard et Dan Paquet, puis choriste pour plusieurs artistes québécois: Michel Rivard sur Un trou dans les nuages, Louise Forestier, Octobre, Pierre Flynn, Richard Séguin, Claude Dubois et Daniel Bélanger. Elle fait ses premières armes sur le devant de la scène dans la distribution des spectacles Chez Gérard en reprise et De Félix à Desjardins avec Jean-Guy Moreau, où elle interprète des classiques de la chanson française et québécoise. Elle continue à chanter, plus récemment dans le spectacle «La Boîte à Chansons continue…». 
Avec son conjoint, le compositeur arrangeur et réalisateur Pierre Duchesne, et le parolier Marc Chabot, elle conçoit son premier album solo Murmures d'histoire en 1996. L'album présente des pièces ayant pour thèmes la philosophie, l'Histoire (particulièrement de l'époque médiévale: Trop loin l'Irlande, Mon Abélard, Mon Pierre), les légendes amérindiennes ou des mélodies traditionnelles, dans un style évoquant la musique néo-celtique.
Son deuxième album, Galileo, sort en 2000. En 2001, elle interprète trois pièces présentes sur la trame sonore du film Une jeune fille à la fenêtre de Francis Leclerc. En 2003 sort un album enregistré en spectacle au Théâtre Saint-Denis à Montréal, intitulé En Concert au St-Denis. Sur cet album, elle reprend une chanson traditionnelle bretonne, Tri Martelod, connue pour son interprétation par le harpiste breton Alan Stivell et le groupe Tri Yann dans les années 1970.
En 2004, son troisième album, Ce que tu donnes, comporte des orchestrations électroniques et des textes simples, voire naïfs. Il comprend un duo avec le chanteur suisse Stephan Eicher sur la pièce titre et deux chansons sur des poèmes de Marceline Desbordes-Valmore (Souvenir et Sans l'oublier).
Elle réalise un premier album de Noël en 2007 intitulé Le premier Noël, dans lequel des pièces classiques ou plus rares, trouvées dans des archives françaises et québécoises, sont interprétées de manière traditionnelle. Bien reçu par la critique, il est qualifié de « bel album, fait avec goût, rigueur et passion ».  Le 31 décembre 2007, elle participe au spectacle du Coup d'envoi des Fêtes du 400e anniversaire de Québec en interprétant avec Florence K et Jessica Vignault un pot-pourri de chansons ayant pour thème la ville de Québec.
Elle fait paraître son sixième album, intitulé Six, en novembre 2009. Cet album plus personnel exprime le désenchantement tout en abordant des thèmes chers à l'artiste, tels que l'environnement et les rivières du nord (Que les oiseaux reviennent), ainsi que la guerre (Tant de ciel). D'une sonorité plus moderne (Radiohead) et mariant des inspirations du monde (La Chine) à des instruments traditionnels, l'album est aussi bien reçu. Certaines de ces nouvelles pièces ont pu être entendues lors de sa participation au Festival d'Été de Québec. En 2011, Claire Pelletier participe à l'album Retrouvailles 2 de Gilles Vigneault en chantant La Manikoutai, puis le retrouve l'année suivante pour l'album Les berceuses de Gilles Vigneault, sur lequel elle interprète la chanson Berceuse pour Marion. La même année, elle présente son septième album Soleil ardent, arrangé et produit par Pierre Duchesne qui y a joué presque tous les instruments (piano, guitares, claviers et Omnichord). En novembre 2015, après avoir poursuivi ses recherches, elle présente l'album Noël Nau. Inspiré des Noëls d'Europe et du Québec, et marqué d'influences celtiques, il est arrangé et réalisé par son conjoint Pierre Duchesne.

## Collaborations
- 1987 : Le Parfum Du Hasard de Pierre Flynn - Chœurs sur Marcher Tout Seul
- 1987 : Un trou dans les nuages de Michel Rivard - Choriste
- 1991 : De Bouche À Oreille de Louise Forestier - Chœurs sur J'te Veux, J'te Prends, J'te Jette, Le Blueson Noir, Qu'est-ce Que Ça Cache?
- 1993 : 1972 - 1989 du groupe Octobre - Chœurs au Concert de réunion lors du Festival International de Jazz de Montréal au Saint-Denis en Juillet 1989 : Le Chant du Souterrain
- 1994 : La Rose Des Sables de J-F LaMothe - Claire est choriste, aussi présents sur l'album ; Richard Séguin, Jeff Smallwood, Richard Grégoire, etc.
- 1995 : D'instinct de Richard Séguin - Choriste
- 2011 : Retrouvailles 2 de Gilles Vigneault - Chœurs sur La Manikoutai
- 2012 : Les berceuses de Gilles Vigneault de Gilles Vigneault - Chœurs sur Berceuse pour Marion